# 엘리트 스쿼드
《엘리트 스쿼드》(영어: Elite Squad)는 2007년에 개봉한 브라질의 영화이다.

## 줄거리
1997년, BOPE 대위 호베르투 나시멘투는 교황 요한 바오로 2세가 파벨라 근처 대주교의 집에서 밤을 보내기 전 투라노 지역을 확보하는 작전을 지휘한다. 그는 임신한 아내 로사네가 아들을 낳기 전에 내근직으로 전환하기 위해 부대 내에서 후임자를 물색한다.
신참 PMERJ 경찰관이자 절친인 앙드레 마티아스와 네토 고베이아는 부패한 선임들이 지시하는 잡다한 일을 처리한다. 네토는 경찰 자동차 정비공 가게를 감독하고, 마티아스는 작은 기록 보관 사무실에서 경찰 신고를 등록하고 정리하는 일을 담당한다. 앙드레는 또한 법학전문대학원에 다니며 마리아와 관계를 시작하고, 그녀의 친구 로베르타와 에두를 만난다. 세 명 모두 마약왕 바이아누가 지배하는 지역에서 활동하는 NGO 회원이다. 바이아누는 캠퍼스에서 마리화나를 판매하는 마티아스의 친구들에게 마리화나를 제공한다. 앙드레는 또한 자신처럼 근시를 앓는 로메리토라는 소년과 친구가 된다.
네토는 다른 부서에 지원하지만, 그의 전근은 거부된다. 부패에 넌더리가 나고 동료 경찰관 파비우의 주도에 따라 네토와 앙드레는 가능한 한 많은 경찰차를 수리하기 위해 경찰의 뇌물 돈을 훔친다. 그들의 상사인 올리베이라 대위는 이를 알아내고 처벌로 그들을 주방 업무로 강등시키고, 자신에게서 훔쳤다고 믿는 파비우에게 모후 다 바빌로니아의 한 지역 펑크 파티에서 마약상들을 만나 대금을 문의하라고 명령한다. 파비우는 이것이 자신을 죽이려는 함정이라고 믿고 네토와 앙드레에게 은밀히 경고한다. 그들은 유리한 지점으로 달려가 파비오가 다른 경찰관에게 총을 맞을 것이라고 추정하고 실수로 저격소총을 발사하여 경찰관과 마약상 사이에 치명적인 총격전을 벌인다. 앙드레와 네토가 현장을 도주하려 할 때 나시멘투와 그의 부하들이 도착하여 모든 경찰관을 구출한다. 총격전 후 앙드레는 언론에 사진이 찍힌다. 앙드레와 네토는 정직함과 헌신, 그리고 행동에 대한 열망에 동기 부여를 받아 BOPE에 지원한다. NGO 사무실에서 바이아누는 앙드레의 사진이 실린 신문을 들고 마리아와 그녀의 친구들을 대면하며 자신의 영역에 경찰을 데려오면 그들을 죽이겠다고 위협한다.
BOPE 훈련은 약한 후보자들을 걸러내고, 또한 알려진 부패 경찰관들을 위협하고 강제로 내보내는 방법으로 잔인하다. 파비우(올리베이라를 피하기 위해 지원했던)를 포함한 많은 후보자들이 그만두지만, 네토와 앙드레는 모두 성공적으로 통과한다. 네토는 자신의 팔에 BOPE 문신을 새기며 축하한다. 앙드레와 마리아의 관계는 끝나고 그는 에두를 대면하며 다음 날 로메리토와 만나 안경을 건네주도록 주선하라고 명령한다. 에두는 앙드레의 계획을 바이아누에게 밝히고, 바이아누는 앙드레를 죽이기 위한 매복 작전을 세운다. 네토는 앙드레에게 로메리토를 만나는 것과 시간이 겹치는 법률 사무소 면접에 대해 알리고, 대신 자신이 안경을 배달하겠다고 자원한다. 이로 인해 네토는 치명적인 부상을 입는다. 바이아누가 그를 마무리하려고 할 때, 그는 네토의 BOPE 문신을 발견하고 보복이 두려워 숨지만, BOPE 경찰관을 슬럼에 들여보낸 대가로 로베르타와 로드리게스를 납치하고 처형한다.
네토의 장례식 후 앙드레, 나시멘투 및 다른 BOPE 경찰관들은 바이아누의 슬럼을 매일 침입하여 여러 마약상들을 고문하여 그의 행방을 밝히게 한다. 그들 중 한 명이 에두가 바이아누에게 제보했음을 밝히자, 격분한 마티아스는 평화 행진에 난입하여 에두를 때리고 마리아와 다른 사람들을 모욕한다. BOPE는 바이아누를 최종적으로 찾아내고 궁지로 몰기 전에 여러 지역 주민들을 심문한다. 바이아누가 경야를 위해 자신의 얼굴을 다치게 하지 말라고 애원하자, 나시멘투는 앙드레에게 네토의 죽음에 대한 복수이자 BOPE를 위한 마지막 통과 의례로 산탄총으로 그의 얼굴을 쏘라고 명령한다. 앙드레가 총을 장전하고 총성이 들리면서 화면은 하얗게 페이드아웃된다.

## 한국판 성우진(KBS)
- 양석정 - 나씨멘토(바그네르 모라)
- 정훈석 - 마티아스(안드레 라미루)
- 윤동기 - 네투(카요 훈케이라)
- 이호인 - 알베스 경철서장(델모 페르난데스) / 법학 교수(베르나르도 자블론스키)
- 강구한 - 올리베이라(마르셀로 발레) / 바이아노(파비우 라고)
- 이재용 - 파비우 경감(밀렘 코르타즈)
- 원호섭 - 로드게리스(앙드레 펠리페) / 에스테반(로날도 레이스) / 뉴스 아나운서(라파엘 그논)
- 소연 - 마리아(페르난다 마샤두)
- 이봉준 - 안투네스(무릴로 엘바스)
- 서문석 - 흑인 정비사(토건 테세이라)
- 조진숙 - 로잔느(마리아 히베이루)
- 나지형 - 로베르타(페르난다 디 프레이타스)
- 김대중 - 에두(파올로 빌렐라)
- 손정성 - 경찰(안드레 산틴호)
- 심승한 - 경찰(로드 카르발호)

## 같이 보기
- 특수공작대원